# Hon-Hergies
Hon-Hergies ist eine französische Gemeinde im Département Nord in der Region Hauts-de-France. Sie gehört zum Kanton Aulnoye-Aymeries im Arrondissement Avesnes-sur-Helpe.  Die Bewohner nennen sich Hon-Hergeois oder Hon-Hergeoises.

## Geographie
Die Gemeinde Hon-Hergirs liegt an der Grenze zu Belgien im Regionalen Naturpark Avesnois, 13 Kilometer nordwestlich von Maubeuge. Sie grenzt im Norden an Honnelles (Belgien) und Dour (Belgien), im Osten und im Südosten an Taisnières-sur-Hon und im Südwesten und im Westen an Houdain-lez-Bavay. Das Gemeindegebiet wird vom Fluss Hogneau durchquert.

## Bevölkerungsentwicklung
| Jahr                       | 1962 | 1968 | 1975 | 1982 | 1990 | 1999 | 2006 | 2014 | 2020 |
| Einwohner                  | 961  | 810  | 716  | 682  | 758  | 806  | 804  | 841  | 869  |
| Quellen: Cassini und INSEE |      |      |      |      |      |      |      |      |      |